# Batman: Arkham Origins
Batman: Arkham Origins ist ein Actionspiel für die Plattformen Xbox 360, Wii U, PlayStation 3 und Microsoft Windows. Es ist der dritte Titel der Serie Batman: Arkham und der Nachfolger zu Batman: Arkham City. Das Veröffentlichungsdatum für Europa ist der 25. Oktober 2013. Entwickelt wurde es von Warner Bros. Games Montréal, Publisher ist Warner Bros. Interactive.

## Handlung
Batman: Arkham Origins spielt zur Weihnachtszeit fünf Jahre vor dem ersten Serientitel Batman: Arkham Asylum. Haupt- und Spielfigur ist wie in den Vorgängerspielen der namensgebende Comicheld von DC Comics: Batman. Dieser begibt sich zum Gefängnis Blackgate, da Black Mask und Killer Croc dort Inhaftierte befreien und dabei den Polizeicommissioner Loeb töten. Batman besiegt Verbündete von Black Mask und stellt sich schließlich siegreich Killer Croc. Er erzählt Batman, dass Black Mask Auftragskiller angeheuert hat, die ebenfalls Batman töten sollen. In der Bathöhle, seinem Hauptquartier, analysiert Bruce Wayne, der hinter der Maske von Batman steckt, einen Computerchip, den er in Blackgate gefunden hat, und findet heraus, dass acht Killer hinter ihm her sind: Killer Croc, Electrocutioner, Deathstroke, Copperhead, Bane, Deadshot, Shiva und Firefly.
Wayne sucht den Verbrecherboss Pinguin auf seinem Schiff Final Offer auf, um mehr über die Killer in Erfahrung zu bringen, wird jedoch von Verbrechern und Electrocutioner aufgehalten, die sich zusammen Batman in den Weg stellen. Batman besiegt den Electrocutioner, dem jedoch die Flucht gelingt. Wayne kann sich den Weg zu Pinguins Büro freischlagen, wo er aus dem Hinterhalt von Deathstroke angegriffen wird und mit ihm kämpfen muss.
Nach dem erfolgreichen Kampf begibt sich Batman zu den Lacey Towers, weil er vom Pinguin erfahren hat, dass dort ein Mord begangen wurde: Black Masks Doppelgänger wurde getötet. Wayne analysiert, dass der Joker hinter dem Mord steckt, und bricht daraufhin in das Polizeirevier ein, um mehr über den Mörder herauszufinden. Dabei trifft er zum ersten Mal auf Captain Jim Gordon, der Batman keine Sympathie entgegenbringt, sowie dessen Tochter Barbara, die als scheinbar einzige glaubt, dass Batman für das „Gute“ kämpft. Nachdem Wayne auf den Polizeicomputer zugegriffen hat, begibt er sich zu Black Masks Stahlwerk. Dort findet er heraus, dass der Joker bereits vor einiger Zeit den echten Black Mask außer Gefecht gesetzt hat und seither sich selbst als Black Mask ausgibt sowie dessen Männer und Eigentum übernommen hat. Außerdem erfährt Batman, dass der Joker die Killer angeheuert hat. Der Joker flieht aus dem Stahlwerk und Batman muss auf der Suche nach ihm gegen Copperhead kämpfen, die Batman ein starkes Nervengift verabreicht. Batman kann seinem Butler Alfred Pennyworth den Auftrag übergeben, ein Gegenmittel für das Gift zu bringen. Nachdem Batman das Gegengift eingenommen hat, kann er Copperhead besiegen und erfährt von ihr, dass ein Treffen der Killer stattfindet.
Durch ein elektromagnetisches Signal, das von den Handschuhen des Electrocutioners ausgesendet wird, kann Batman den Ort des Treffens ausfindig machen. Er fliegt per Batwing zum Treffen im Gotham Royal Hotel, wo der Joker mit Bane bereits auf ihn warten. Da der Joker das Hotel übernommen hat, konnte er dort problemlos eine Bombe legen. Er hat darauf gewartet, dass Batman versucht sie zu entschärfen, um die Bombe dabei zu zünden. Batman kann sich jedoch retten und begibt sich in das Penthouse, in dem sich der Joker aufhält. Dieser hat kurz zuvor den Electrocutioner aus dem Fenster geworfen. Bevor Batman den Joker fassen kann, muss er gegen den, nach dem zum Übermenschen machenden Toxin Venom süchtigen, Bane kämpfen. Batman überlebt, doch sein Gegner flieht und feuert eine Panzerfaust auf das Hotel, die dafür sorgt, dass der Joker in die Tiefe stürzt. Batman rettet den Joker und übergibt ihn der Polizei. Der Joker wird daraufhin in das Gefängnis Blackgate gebracht, wo er von der unsicheren Ärztin Harleen Quinzel betreut wird und sie zu manipulieren beginnt, sodass sie ihm später bei seinen Kämpfen gegen Batman als Harley Quinn zur Seite steht.
Da Batman, der sich an den Mord seiner Eltern zurückerinnert und so seine Rettungsaktion an den Joker selbst nachzuvollziehen versucht, einen Peilsender an Bane befestigen konnte, kann er nun seinen Standpunkt von der Bathöhle aus ermitteln. Bevor er dem Signal folgt, gerät Wayne mit seinem Butler Alfred Pennyworth in Konflikt, der Waynes Eltern vor ihrem Tod versprochen hat, ihren Sohn zu beschützen. Dies kann er jedoch durch das Doppelleben seines Schützlings nun nicht gewährleisten. Batman ignoriert Pennyworths Sorgen und folgt dem Signal, das ihn zum Hauptquartier von Bane führt. Dort entdeckt er, dass Bane über TN-1 verfügt, ein noch stärkeres machendes Venom, das jedoch dauerhaften Gedächtnisverlust verursacht, und, dass Bane die wahre Identität von Batman kennt. Batman kontaktiert Pennyworth, der Batman zur Gotham Pioneers Bridge schickt, wo Firefly sein Unwesen treibt. Wayne begibt sich dorthin, entschärft eine von Firefly gezündete Bombe, besiegt diesen im Kampf und übergibt den Schurken der Polizei. Dabei stellen er und Gordon fest, dass sie sich als Partner gut ergänzen würden, und beschließen, in Zukunft zusammenzuarbeiten.
Als sich Wayne zu seinem Hauptquartier, die Bathöhle, begibt, erhält er von Bane die Nachricht, dass Pennyworth tot sei. Wayne kann seinen Butler jedoch wiederbeleben, der nun versteht, dass Gotham City Batman braucht, als in den Nachrichten ein Bericht gesendet wird, der besagt, dass der Joker in Blackgate einen Aufstand erzwungen und die Waffenkammer geplündert hat. Batman macht sich erneut auf nach Blackgate und steht wieder Bane und dem Joker gegenüber. Der Joker versucht, dass Batman seine selbst erstellte Regel, die besagt, dass er niemanden töte, bricht, indem er droht, unschuldige Menschen zu töten, wenn Batman ihn nicht umbringt. Doch wird Batman von Bane angegriffen, den er mit seinen Schockhandschuhen besiegen und zum Herzstillstand bringen kann. Währenddessen erscheint Gordon, wird jedoch vom Joker angeschossen, der daraufhin die Flucht ergreift. Während Gordon mit der Polizei versucht, den Joker zu schnappen, versucht Batman Bane wiederzubeleben. Als Bane wiederbelebt ist, meint er, dass er stärker werden muss, um Batman zu besiegen. Er spritzt sich die TN-1-Droge und wird noch kräftiger und gefährlicher. Trotzdem kann Batman Bane erneut besiegen und außer Gefecht setzen, indem er ihn immer wieder aus dem Hinterhalt angreift. Durch die Einnahme der Droge hat Bane zudem einen Gedächtnisverlust erlitten, sodass er die Ereignisse der Nacht ebenso vergessen hat wie Batmans Geheimidentität.
Schließlich begibt sich Batman zu einer Kapelle, wo die Polizei den Joker ausfindig gemacht hat. Dieser wartet bereits auf Batman und es kommt zu einem Kampf zwischen den beiden, den Batman für sich entscheiden kann. Er übergibt den Joker der Polizei und verschwindet nach einem Gespräch mit Gordon, der Batman festnehmen sollte. Das Spiel endet mit einem Monolog Gordons, in dem er seine Eindrücke der Ereignisse schildert und der mit der Feststellung endet, dass Gotham einen Beschützer braucht. Er glaubt, dass er und Batman „dieser Stadt […] etwas geben können, woran [man] glauben“ kann.
Der Abspann enthält einen Radiomitschnitt, in dem Quincy Sharp dem Blackgate-Gefängnis die Schuld für die Ereignisse gibt und den Bürgern Gothams verspricht, Arkham Asylum als Hochsicherheitsgefängnis wieder zu eröffnen. Nach dem Abspann folgt eine Szene, in der der inhaftierte Deathstroke ein Angebot zur Freilassung erhält, wenn er der Suicide Squad beitritt.

## Charaktere
| Charakter            | Englischer Sprecher | Deutscher Sprecher |
| -------------------- | ------------------- | ------------------ |
| Batman               | Roger Craig Smith   | David Nathan       |
| Alfred Pennyworth    | Martin Jarvis       | Jürgen Thormann    |
| Black Mask           | Brian Bloom         | Marco Kröger       |
| Bane                 | Jean-Benoît Blanc   | Tobias Kluckert    |
| Deadshot             | Chris Cox           | Leon Boden         |
| Deathstroke          | Mark Rolston        | Erich Räuker       |
| Copperhead           | Rosa Salazar        | Anke Reitzenstein  |
| Firefly              | Crispin Freeman     |                    |
| Joker                | Troy Baker          | Bodo Wolf          |
| Pinguin              | Nolan North         | Joachim Kaps       |
| Mad Hatter           | Peter MacNicol      | Christoph Banken   |
| Anarky               | Matthew Mercer      | Marcel Collé       |
| Cpt. James Gordon    | Michael Gough       | Jan Spitzer        |
| Gillian B. Loeb      |                     | Oliver Siebeck     |
| Branden              | Chris Fries         | Ronald Nitschke    |
| Electrocutioner      | Steve Blum          | Tilo Schmitz       |
| Riddler/Edward Nygma | Wally Wingert       | Dennis Schmidt-Foß |

## Spielprinzip
Das Spielprinzip ähnelt dem der Vorgänger. Arkham Origins wird aus der Third-Person-Perspektive präsentiert. Der Spieler steuert Batman durch die offen gestaltete Spielwelt, die neben den Hauptmissionen auch optionale Nebenaufträge und versteckte Rätsel bereithält. Der Spielfigur steht eine Reihe der aus den Comics bekannten Waffen und Gadgets zur Verfügung. Für die Kämpfe gegen Verbrecher erhält die Spielfigur Erfahrungspunkte, die je nach Eleganz und Effizienz unterschiedlich ausfallen können. Diese Erfahrungspunkte können in die Verbesserung von Batmans Fähigkeiten investiert werden.

## Entwicklung
Anders als die beiden vorherigen Spiele wurde Batman: Arkham Origins nicht vom Serienschöpfer Rocksteady Studios, sondern von Warner Bros. Entwicklerstudio in Montreal entwickelt, da die Entwickler von Rocksteady in der Zeit bereits an Batman: Arkham Knight, dem finalen Teil der Reihe, arbeiteten. Die Handlung wurde von den Autoren Corey May und Dooma Wendschuh (Prince of Persia, Assassin’s Creed) konzipiert. Das Spiel nutzt wie die Vorgänger die Unreal-Engine. Erstmals in der Seriengeschichte beinhaltet das Spiel außerdem einen Mehrspielermodus, der vom Entwicklerstudio Splash Damage entwickelt wurde. Allerdings wurde die Mehrspieler-Komponente in der Wii-U-Version wieder herausgenommen, da nach Aussage von Warner Bros. die Zielgruppe im Vergleich zu den anderen Plattformen nicht groß genug sei.
Parallel zu Arkham Origins entwickelte das US-amerikanische Unternehmen Armature Studio ein Begleitprodukt mit dem Titel Batman: Arkham Origins Blackgate für die Handheld-Konsolen Nintendo 3DS und PlayStation Vita.

## Rezeption
Batman: Arkham Origins wurde auf der E3 2013 für die Game Critics Awards in den Kategorien Bestes Action-Adventure-Spiel und Bestes Konsolenspiel nominiert. Im selben Rahmen wurde es in der Berichterstattung verschiedener Magazine ausgezeichnet (Forbes Magazine: Bestes Computerspiel, Game Informer: Bestes Actionspiel, Newsarama: Bestes Spiel auf Grundlage eines Comics, IGN: Bestes Xbox-360-Spiel)
Arkham Origins erhielt von der deutschen Spielepresse durchweg gute Bewertungen. Unter anderem von:
- GameStar: 81 %
- GamePro: 84 %
- PC Games: 86/100[8]
- GamersGlobal: 9/10
- GIGA: 9/10